# Cassique à bec mince
Cacicus microrhynchus
Espèce
Répartition géographique
Le Cassique à bec mince (Cacicus microrhynchus) est une espèce d'oiseaux de la famille des ictéridés qu’on retrouve en Amérique centrale et en Amérique du Sud.

## Systématique
Deux sous-espèces sont reconnues :
- C. u. microrhynchus  (Sclater & Salvin, 1865)
- C. u. pacificus Chapman, 1915

La sous-espèce C. u. pacificus pourrait être élevée au rang d’espèce, mais les informations phylogénétiques à son sujet sont actuellement insuffisantes.  Certaines classifications considèrent le Cassique à dos rouge comme une sous-espèce du Cassique à bec mince.  Le Cassique à dos rouge prend alors le nom de C. u. uropygialis.

## Distribution
Le Cassique à bec mince se retrouve dans l’est du Honduras, au Nicaragua, au Costa Rica, au Panama, dans l’ouest de la Colombie et en Équateur.

## Habitat
Le Cassique à bec mince fréquente principalement les forêts tropicales humides vierges et les forêts secondaires.  Il tolère mal les coupes forestières et la déforestation a un impact négatif sur la population.

## Comportement
Le Cassique à bec mince s’observe en couple ou en petits groupes, souvent dans une volée mixte d’alimentation, notamment en compagnie du Gros-bec à face noire.  Il peut chercher sa nourriture dans toutes les strates de la forêt, mais il préfère la canopée.  Ce cassique a la particularité d’être peu farouche et s’approche volontiers des humains qui l’observent.